# Vickers Mk VI
Il Vickers Mk VI fu un carro armato leggero britannico utilizzato durante la seconda guerra mondiale, fu il carro più noto della serie dei carri armati leggeri britannici. Il mezzo era un discreto mezzo da combattimento e ricognizione, molto mobile e veloce anche in fuoristrada, largamente usato negli anni trenta, con compiti di polizia, in tutto l'Impero Britannico. Fu usato anche durante i primi anni della seconda guerra mondiale, dove dimostrò di essere virtualmente inutile. La loro corazza leggera veniva facilmente trapassata da qualsiasi tipo di arma anticarro e il loro armamento (costituito da un'unica mitragliatrice da 7,7 o da 12,7 mm) era inadeguato alle esigenze del campo di battaglia.
In Francia, la mancanza di mezzi adeguati costrinse gli inglesi ad utilizzarli in combattimento oltre che per il loro ruolo originario, cioè la ricognizione. I risultati furono disastrosi: tutti i Vickers Mk VI inviati in combattimento furono o catturati o annichiliti dai Panzer tedeschi. I tentativi di trasformare i Vickers in semoventi antiaerei fallirono, mentre i tedeschi trasformarono i carri catturati in cacciacarri. I Vickers Mk VI ebbero spesso l'occasione di combattere in battaglia contro gli CV33 italiani, che discendevano dallo stesso progetto.

## Design

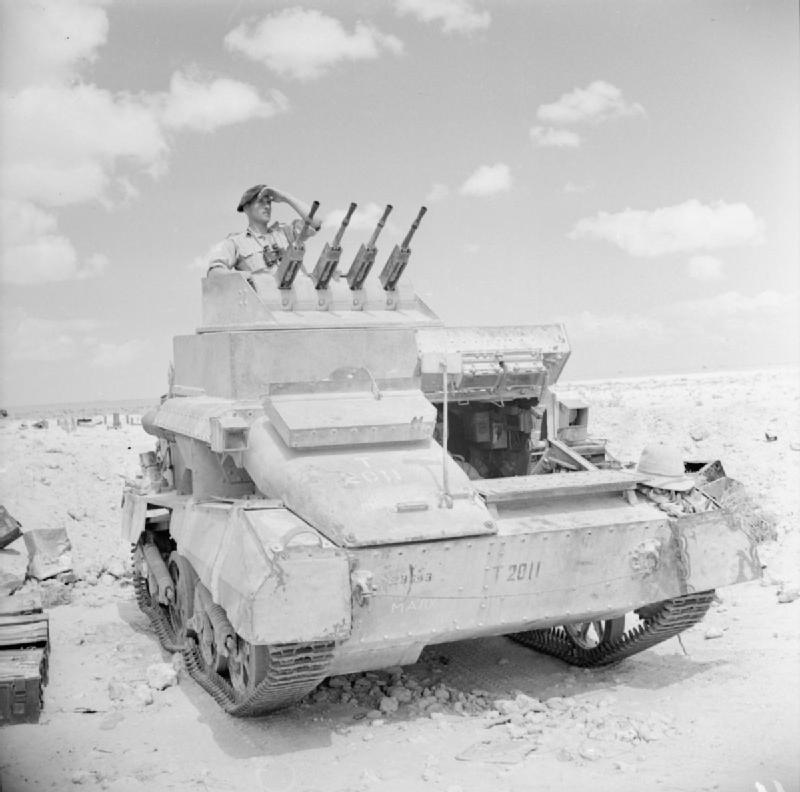
Una stampa raffigurante un Vickers Mk VI AA (Antiaereo)

Il design della Vickers è stato pronto quando il Regno Unito ha iniziato il suo grande programma di riarmo. Il motivo della creazione di questo carro era per rinforzare le file dei Royal Tank Regiment e dei reggimenti di cavalleria meccanizzata nelle brigate e divisioni (Nota: i “reggimenti” britannici dell'Arma di cavalleria sono in realtà unità a livello di battaglione). Il ruolo destinato al carro era di esplorazione e ricognizione e quindi, essendo armato solo di mitragliatrici, non era previsto nessun impiego contro altri carri.

### Armamento
L'armamento del Mk VI consisteva in due mitragliatrici Vickers gemellate sistemate in torretta, una Vickers da. 50 pollici e l'altra da .303 pollici. La torretta poteva essere brandeggiata a mano mediante manovella con un giro completo di 360°, mentre l'armamento aveva un'elevazione da –10° a 37°. La riserva di munizioni consisteva in 200 cartucce per la calibro. 50 (12,7 mm) e 2500 per la .303 (7,7 m². mm) trasportate dentro il carro. In aggiunta all'armamento c'era montata anche una radio No. 9 W/T in un ingrandimento nella parte posteriore della torretta. Nell'ultima versione Mk VIC l'armamento era costituito da una mitragliatrice da 15 mm Besa invece che da 12,7 mm (.50).

### Protezione
La protezione dei Mark VI era progettata per reggere un proiettile con calibro massimo di 7,7 mm, lo spessore massimo della corazza arrivava a 14 mm mentre quello minimo a 4 mm. Inutile dire che spessori del genere sarebbero risultati inutili in uno scontro con un carro.

### Motore
La mobilità del carro era affidata ad un motore Meadows ESTB a sei cilindri raffreddato ad acqua che poteva produrre 88 hp di potenza a 3000 giri al minuto. La trasmissione era attraverso un pre-selettore con cinque marce avanti e la retromarcia. Tutto questo consentiva una velocità su strada da 56 km/h con 4,9 t di peso.

## Varianti

### Carro leggero Mk VIA

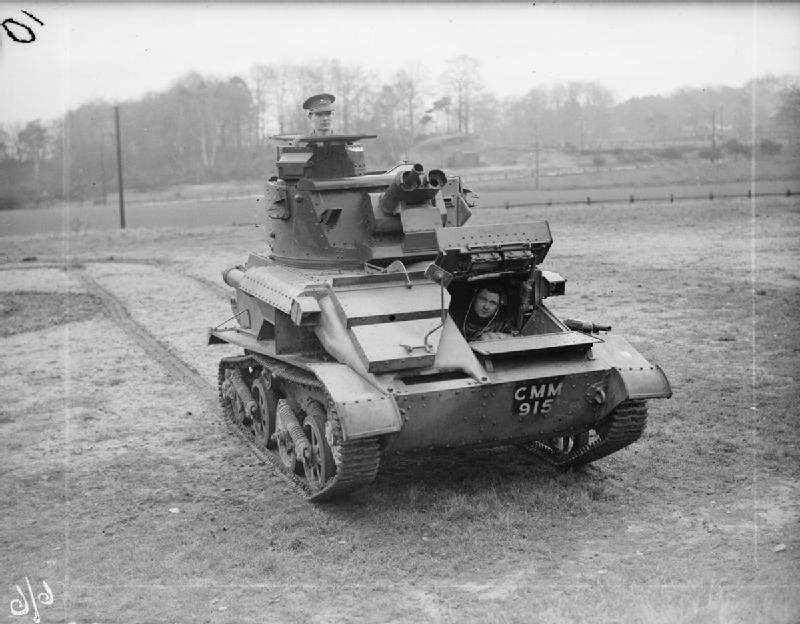
Carro leggero Mk VIA del 3rd King's Own Hussars.

Soltanto 91 esemplari di Mk VI sono stati costruiti prima dell'uscita della versione migliorata, l'Mk VIA. I miglioramenti più significativi sono stati la sospensione e il sistema di raffreddamento, anche se la postazione del pilota e del capocarro sono state modificate. I cingoli sono stati allargati e allungati, migliorando la comodità senza cambiare le prestazioni offerte. La versione base Mk VI aveva un'insufficiente sistema di raffreddamento, soprattutto nei posti più caldi del vasto Impero Britannico, mentre con la versione Mk VIA si è arrivati ad un adeguato sistema, duramente testato in Egitto dando buoni risultati. Dal novembre 1935 al gennaio 1936 sono stati costruiti 85 esemplari di Mk VIA.
La versione del carro AA (antiaerea) Mk I è stata costruita sullo scafo del Mk VIA, con quattro mitragliatrici BESA 7,92 mm. Ne è stato realizzato un piccolo numero prima di passare alla versione A Mk II, nel gennaio 1936.

### Carro leggero Mk VIB

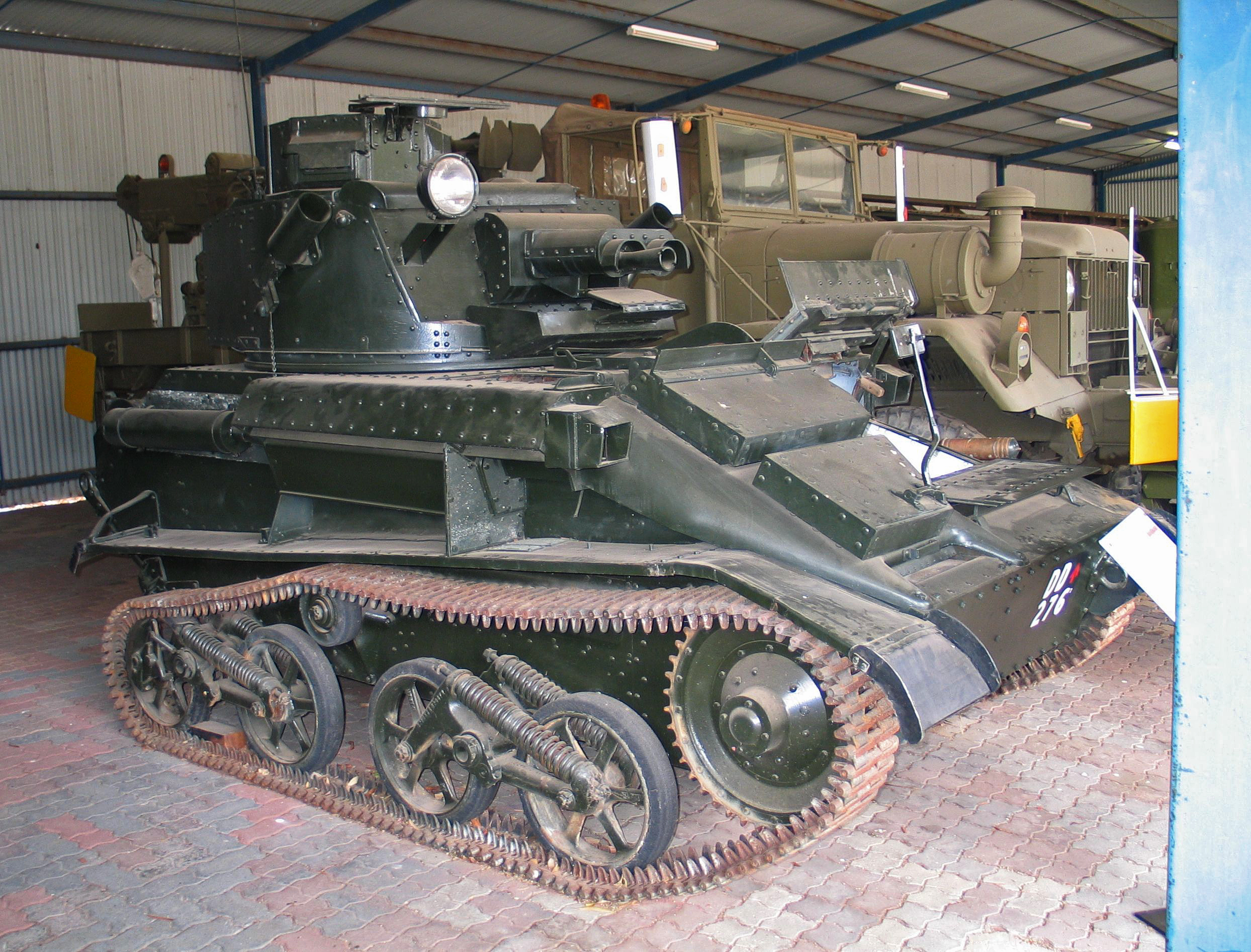
Carro Mk VIB in mostra al Royal Australian Armoured Corps Tank Museum.

Con le correzioni nei problemi meccanici si era deciso di dotare anche il British Indian Army di carri armati. Tuttavia, anche con un adeguato raffreddamento del motore, il comparto dell'equipaggio non era adatto per le temperature tropicali dell'India. Miglioramenti del motore sono stati realizzati successivamente. I risultati sono stati una versione standard per l'uso sia delle forze britanniche che di quelle indiane. La versione Mk VIB è stata quella più prodotta (850 esemplari) e utilizzata dalle forze corazzate britanniche dall'aprile 1937 al gennaio 1940.
La versione AA Mk II è costruita sullo scafo del Mk VIB e ha visto miglioramenti nella torretta e nei sistemi di mira, rispetto alla precedente versione.

### Carro leggero Mk VIC

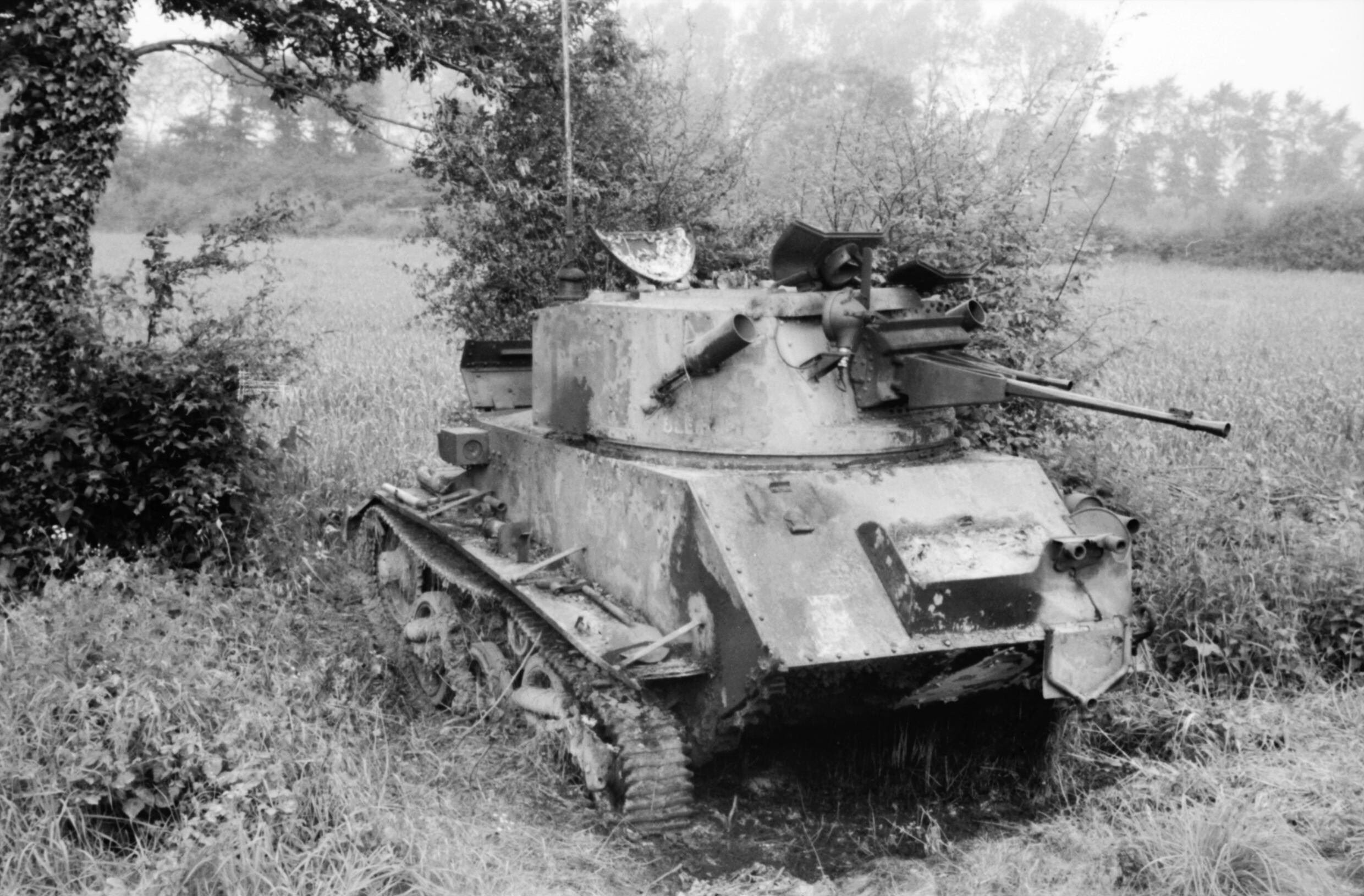
Carro Mk VIC messo fuori combattimento il 27 maggio 1940 nel settore della Somme.

Nell'ultima versione del carro si era deciso di cambiare l'armamento, la Vickers 12,7 mm con la mitragliera Besa calibro 15 mm e la .303 con la Besa calibro 7,92 m². mm. Per il grande calibro la 15 mm poteva far fuoco solo in modo semiautomatico. Anche la dotazione delle cartucce era cambiata, con 2700 cartucce per la 7,92 mm e 175 per la 15 mm. La cupola del capocarro era stata rimossa a favore di un semplice portellone. La produzione di esemplari è arrivata a 130 veicoli dal dicembre 1939 al giugno 1940.

## Impiego bellico
L'impiego in modo massiccio dei Mk VI è stato nei battaglioni del Royal Tank Regiment e nell'Esercito Indiano poco prima dell'inizio della Seconda guerra mondiale. Molti sono stati mandati in Francia nel 1940 con il Corpo di Spedizione Britannico (BEF) e la maggior parte sono stati distrutti, persi o abbandonati durante l'Operazione Dinamo.
Molti sono stati assegnati alle forze britanniche di stanza in Egitto e hanno preso parte alle fasi iniziali della Campagna in Africa Settentrionale. Gran parte di questi carri erano del modello Mk VIB, anche se erano rimasti alcuni modelli Mk VIA e Mk VIC, questi ultimi con un armamento più pesante. Gran parte dei Mk VIA sono stati assegnati ai Battaglioni Carri da Fanteria (cioè dovevano proteggere la fanteria durante gli attacchi). Contro gli italiani, l'unica utilità del carro è stata quella di ricognizione, anche se il deserto non dava la possibilità al carro di avere una mobilità decente. Il 1º marzo 1941 in Egitto c'erano 36 Mk VI, 55 Mk VIA, 276 Mk VIB e un Mk VIC più sei altri Mk VIC in transito e in attesa della partenza. 149 di questi carri sono stati assegnati alla 7ª Divisione Corazzata britannica e 168 (tutti Mk VIB) alla 2ª Divisione Corazzata britannica. 21 Mk VIC sono stati spediti con il convoglio Tiger in Egitto, arrivato il 12 maggio 1941. Alcuni esemplari sono stati catturati dalla Germania in Nord Africa e utilizzati nuovamente contro i britannici.

## Utilizzatori
- Regno Unito
- Australia
- Canada
- India Britannica
- Germania Veicoli catturati